# لين كاسبر
لين كاسبر (بالإنجليزية: Len Kasper)‏ هو دي جيه أمريكي، ولد في 21 يناير 1971 في ماونت بليزانت في الولايات المتحدة.